# Sayuri Matsumura
Sayuri Matsumura (松村 沙友理 Matsumura Sayuri?,  Prefectura de Osaka, Japón, 27 de agosto de 1992) es una idol, actriz y cantante japonesa, miembro del grupo de pop femenino Nogizaka46.

## Carrera
En 2011, Matsumura audicionó junto con otras 38.934 participantes para unirse al grupo idol Nogizaka46. Se convirtió en una de las 56 jóvenes que avanzaron a la ronda final, mientras que en agosto fue elegida para convertirse en una de los 36 miembros fundadores. La canción utilizada para su audición fue Feel My Soul de Yui. Participó en el sencillo debut del grupo, Guruguru Curtain, y tomó la posición delantera para dicha canción. Su debut individual fue el 22 de febrero de 2012. En abril de 2013, apareció regularmente en el drama televisivo Bad Boys J junto con otros miembros de Nogizaka46. El 23 de marzo de 2015, fue elegida como modelo exclusiva para la revista de moda femenina CanCam junto con Nanami Hashimoto, quien también es miembro de la primera generación de Nogizaka46.

## Filmografía

### Televisión
- Bad Boys J (NTV, 2013), Mika Fujii
- Tenshi no Knife (WOWOW, 2015), empleada del café
- Hatsumori Bemars (TV Tokyo, 2015), Yūtsu

### Películas
- Bad Boys J: Saigo ni Mamoru Mono (2013), Mika Fujii
- Asahinagu (2017), Sakura Konno

### Doblaje
- Suki ni Naru Sono Shunkan o: Kokuhaku Jikkō Iinkai (2016)
- The Dragon Spell (2017), Nicky Tanner (en versión japonesa)
- Shounen Ashibe: Go! Go! Goma-chan (NHK, 2017)
- Clione no Akari (Tokyo MX, 2017), Minori Amamiya
- SNS Police (Tokyo MX, 2018)

### Teatro
- Joshiraku (AiiA 2.5 Theater Tokyo, 18 de junio de 2015 - 28 de junio de 2015)
- Subete no Inu wa Tengoku e Iku (AiiA 2.5 Theater Tokyo, 1 de octubre de 2015 - 12 de octubre de 2015)
- Joshiraku 2: Toki Kakesoba (AiiA 2.5 Theater Tokyo, 12 de mayo de 2016 - 22 de mayo de 2016)

### Revistas
- CanCam, Shogakukan 1981-, modelo exclusiva desde mayo de 2015

### Photobooks
- Kikan Nogizaka vol.4 Saitō (26 de diciembre de 2014, Tokyo News Service)